# 特別裁判所
特別裁判所（とくべつさいばんしょ）とは、特定の地域や身分にある人もしくは特別の事件について通常裁判所とは別に設置される裁判所。

## 日本
明治憲法下においては外地の法院、軍法会議、皇室裁判所、行政裁判所などの特別裁判所が設置されていた。
一方、日本国憲法第76条第2項前段は「特別裁判所は、これを設置することができない」としている。日本国憲法が特別裁判所を禁じている趣旨は、法廷の平等（公平・平等の原則）、司法の民主化、法解釈の統一性を考慮したものである。
日本国憲法にいう「特別裁判所」とは、特定の地域・身分・事件等を対象として通常の裁判所（通常裁判所）の系列から独立して設置される裁判機関をいう。したがって、最高裁判所の系列下にある家庭裁判所や知的財産高等裁判所はこれにあたらない（家庭裁判所に関する判例、昭和31年5月30日最高裁大法廷判決刑集第10巻5号756頁）。
- 家庭裁判所は職分管轄として少年事件と家事事件のみを取り扱うが、司法権の作用に属する事件については最高裁判所系統の通常裁判所としての家庭裁判所がこれを扱うに過ぎず、また、司法権の作用に属しない事件は非訟事件の手続きの範囲で家庭裁判所が審判するに過ぎないため、いずれも特別裁判所にはあたらない。しかし例外もある。
- 知的財産高等裁判所は職分管轄として知的財産権に関する紛争のみを取り扱うが、司法権の作用に属する事件を東京高等裁判所の支部としての知的財産高等裁判所が扱うに過ぎないため、これも特別裁判所にはあたらない。

憲法に定められた例外として、公の弾劾による罷免の訴追を受けた裁判官を裁判するために国会に設けられる弾劾裁判所がある（日本国憲法第64条）。
なお、明治憲法下では行政裁判法の規定に基づいて通常裁判所の系統とは別に行政裁判所が設置されていた。日本国憲法下では最高裁判所を頂点とする裁判所の組織の一部としてであれば行政裁判所を設置することは可能と解釈されているが実際には設置されていない（行政裁判所も参照）。

## アメリカ合衆国
アメリカ連邦議会は「特別裁判所」として連邦請求裁判所など特定の種類の訴訟を扱う特別な連邦下級裁判所を創設している。特別裁判所は専管事項を扱っており特定の管轄権を有している。
- 連邦請求裁判所（英語版）（United States Claims Court）[4]
- 連邦巡回区控訴裁判所（United States Court of Appeals for the Federal Circuit）[4]

連邦巡回区控訴裁判所は連邦地方裁判所で扱われた特許侵害訴訟の上訴を専属管轄している。
- 国際貿易裁判所（英語版）（United States Court of International Trade）[4]
- 国際貿易委員会（United States International Trade Commission）[4]
- 租税裁判所（英語版）（United States Tax Court）[4]
- 軍法上訴裁判所（英語版）（United States Court of Appeals for the Armed Forces）[4]